# Filmografia de Jacqueline Bisset

## Filmografia deJacqueline Bisset[1]
- 2021 -  Birds of Paradise .... Madame Brunelle
- 2021 -   O Segredo de Madeleine Collins .... Patty
- 2019 -   Very Valentine .... Teodora Angelini
- 2019 -   Asher .... Dora
- 2018 - Head Full of Honey .... Vivian
- 2014 - Welcome to New York .... Simone
- 2007 - Save the Last Dance 2 .... Monique Delacroix
- 2006 - Antonio Vivaldi (em produção) .... a duquesa
- 2005 - Domino .... Sophie Wynn
- 2005 - The Fine Art of Love: Mine Ha-Ha .... diretora
- 2005 - Mr. & Mrs. Smith (cenas apagadas)
- 2004 - Fascination .... Maureen Doherty
- 2003 - Swing .... Christine / Mrs. DeLuca
- 2003 - Latter Days .... Lila Montagne
- 2001 - New Year's Day .... Geraldine
- 2001 - The Sleepy Time Gal .... Frances
- 2000 - Les Gens qui s'aiment .... Angie
- 1999 - Let the Devil Wear Black .... Helen Lyne
- 1999 - Jesus (Jesus) (TV) - Maria
- 1998 - Dangerous Beauty .... Paola Franco
- 1995 - La cérémonie .... Catherine Lelievre
- 1993 - Les Marmottes .... Frédérique
- 1993 - Est & Ouest: Les Paradis perdus
- 1993 - Hoffman'honger
- 1991 - Rossini! Rossini! .... Isabella Colbran
- 1991 - The Maid .... Nicole Chantrelle
- 1990 - Orquídea Selvagem .... Claudia Dennis
- 1989 - Scenes from the Class Struggle in Beverly Hills .... Clare Lipkin
- 1988 - La Maison de Jade .... Jane Lambert
- 1987 - High Season .... Katherine Shaw
- 1984 - Forbidden .... Nina von Halder
- 1984 - Under the Volcano .... Yvonne Firmin
- 1983 - Class .... Ellen Burroughs
- 1981 - Rich and Famous .... Liz Hamilton
- 1981 - Inchon .... Barbara Hallsworth
- 1980 - When Time Ran Out... .... Kay Kirby
- 1979 - Amo non amo .... Louise
- 1978 - Who Is Killing the Great Chefs of Europe? .... Natasha O'Brien
- 1978 - The Greek Tycoon .... Liz Cassidy
- 1977 - The Deep .... Gail Berke
- 1976 - St. Ives .... Janet Whistler
- 1976 - La donna della domenica .... Anna Carla Dosio
- 1975 - Der Richter und sein Henker .... Anna Crawley
- 1975 - The Spiral Staircase Helen Mallory
- 1974 - Murder on the Orient Express .... Countess Andrenyi
- 1973 - Le Magnifique .... Tatiana / Christine
- 1973 - La Nuit américaine .... Julie
- 1973 - The Thief Who Came to Dinner .... Laura
- 1972 - The Life and Times of Judge Roy Bean .... Rose Bean
- 1972 - Stand Up and Be Counted .... Sheila Hammond
- 1971 - Secrets .... Jenny
- 1971 - Believe in Me .... Pamela
- 1071 - The Mephisto Waltz .... Paula Clarkson
- 1970 - The Grasshopper .... Christine Adams
- 1970 - Airport (1970) .... Gwen Meighen
- 1969 - L'Échelle blanche .... Wendy Sinclair
- 1969 - The First Time .... Anna
- 1968 - Bullitt .... Cathy
- 1968 - The Sweet Ride .... Vickie
- 1968 - The Detective .... Norma MacIver
- 1967 - Two for the Road .... Jackie
- 1967 - Casino Royale (como Jacky Bisset) .... Miss Goodthighs
- 1967 - The Cape Town Affair .... Candy
- 1966 - Drop Dead Darling
- 1966 - Cul-de-sac (como Jackie Bisset) .... Jacqueline
- 1965 - The Knack... and How to Get It (não creditada) .... figurante